# Bolitoglossa lozanoi
Bolitoglossa lozanoi е вид земноводно от семейство Plethodontidae.

## Разпространение
Видът е разпространен в Колумбия.